# 芭芭拉·戈登
芭芭拉·戈登是出现在DC漫画出版的漫画中一个虚构的超级英雄，大部分出场在与蝙蝠侠有关故事中。这个角色是由威廉·多齐尔、朱利叶斯·施瓦茨和卡明·英凡蒂诺创造的。在20世纪60年代的蝙蝠侠系列电视剧制作人的要求DC的编辑舒瓦兹为蝙蝠侠故事找一个新的女性角色，这个角色可以同时出现在漫画和电视剧第三季中。芭芭拉·戈登后来在1967年1月《侦探漫画》第359期“蝙蝠女孩的百万美元处女秀!”中首次出场，由编剧加德纳·福克斯和画师卡明·因凡蒂诺创作。
芭芭拉·戈登是哥谭市警察局局长詹姆斯·戈登的女儿，她是小詹姆斯·戈登的妹妹，最初设定为哥谭市公共图书馆的馆长。尽管这个角色之前已经出现在了很多DC漫画的出版物中，但一直到1975年的《蝙蝠家族》才开始扮演重要角色，与初代罗宾迪克·格雷森搭档。1988年，就在芭芭拉从蝙蝠女孩的身份中退役后不久，在图像小说《蝙蝠侠：致命玩笑》中小丑向她开枪打中脊髓，导致了她下半身瘫痪。在接下来的故事中，她开始作为神谕为其他超级英雄提供情报支援和电脑駭客帮助。她作为神谕第一次出现在《自殺突擊隊》第23期（1989年）中，后来成为《猛禽小队》的主角。在2011年的新52重启中，DC漫画在故事中以一场手术恢复了芭芭拉的健康，并重新推出以芭芭拉为主角的漫画《蝙蝠女孩》和《猛禽小队》。这些设定在2016年的DC宇宙重生中被保留。
芭芭拉是漫画白银时代中很受欢迎的一个漫画人物，因为她在蝙蝠侠系列电视剧里的出现，以及媒体曝光率。她在《猛禽小队》的出现让她在摩登时代也获得了类似的人气，并成为了残疾人士的偶像。作为一个在主流媒体中出现的女性、图书馆馆长和身障人的角色，她一直是学术分析的热点。因致命玩笑事件而导致的瘫痪，以及后来她行动能力的恢复，还包括漫画中的性别歧视，以及在一个魔法、科技和医学都远超现实世界的虚拟世界中对残疾人物塑造的局限性，都成为了漫画作家，艺术家，编辑和读者的争论的话题。
芭芭拉·戈登作为蝙蝠女侠和神谕在《蝙蝠侠》系列的各种改编作品中都出现过，包括电视，电影，动画，电子游戏，以及一些其他产品。她色曾由伊冯·克雷格和迪娜·梅耶饰演，曾由梅丽莎·吉尔伯特，泰拉·斯特朗，丹妮尔·贾道维茨，艾莉森·斯通纳，梅·惠特曼，金伯利·布鲁克斯和蘿莎瑞·道森出任过她的配音。在IGN的史上最受欢迎的100名超级英雄中，她名列第十七名。同时也在漫画史上100名性感女性中榜上有名。

## 人物
芭芭拉·高登是高譚市警局局長詹姆斯·戈登的姪女，後來被高登警長收養（後改為親生女兒）。
因為崇拜蝙蝠俠，於是她自製蝙蝠裝，以蝙蝠女孩的身分開始行動。
在《蝙蝠俠：致命玩笑》時於家中遭到小丑襲擊，結果導致下半身癱瘓，事後不再擔任蝙蝠女孩，而改用神諭（Oracle）身分操縱超級電腦協助蝙蝠俠。
新52重啟後，癱瘓的事遭到修正，並繼續以蝙蝠女孩身分行動。

## 角色经历

### 诞生早期
1967年1月在《侦探漫画》第359期首次登場，全名为芭芭拉·琼·戈登，詹姆斯·戈登的女儿。在蝙蝠少女的起源故事中，芭芭拉穿着一身女版的蝙蝠侠服装参加变装舞会。在乘车前往舞会的过程中，她阻止了杀人蛾针对蝙蝠侠的一起绑架，并引起了蝙蝠侠的注意。尽管蝙蝠侠因为她的性别劝她放弃打击犯罪的职业，但是芭芭拉无视了他的反对。
从1960-1980年间，芭芭拉一直作为配角在《侦探漫画》中出现。她在这之前一直对家人隐瞒自己的秘密身份。直到70年代中期，她才向父亲揭示了自己是蝙蝠女。1972年6月，她以美国参议员的身份离开哥谭，在华盛顿DC生活了一段时间，也因此放弃了蝙蝠女的身份。芭芭拉在1973年的《超人 #268》中回归，与超人共同打击犯罪，建立了友谊。蝙蝠女在这之后也出现于许多与超人相关的漫画中，曾在《超人家族》中和超女组队。1975年，芭芭拉作为蝙蝠女在《蝙蝠侠家族》中出现，与一代罗宾迪克·格雷森搭档。他们两人在漫画中被称作“最佳双人组：蝙蝠女&罗宾”。
在《蝙蝠家族 #10》中，蝙蝠女见到了重出江湖的蝙蝠女侠。在战斗中两人互相了解到了对方的身份。在故事结尾，蝙蝠女侠再次退隐，蝙蝠女则继续打击犯罪。《蝙蝠家族》的连载只持续了三年。在这之后，芭芭拉的身影又出现在了《侦探漫画》中。

### 无限地球危机
芭芭拉作为特定人物在漫画中出现，她在这个大事件中为死去的超女发表了悼词。1985年的无限地球危机在许多方面上改变了现有的DC宇宙。在重启之后，芭芭拉·戈登成为了罗杰·戈登和塞尔玛·戈登的女儿，警察局长詹姆斯·戈登则成为了她的养父。

### 致命玩笑
在1988年《蝙蝠侠：致命玩笑》中，小丑为了逼疯戈登局长而用枪打中了芭芭拉的腰椎，导致她下身瘫痪。《致命玩笑》对这个人物起到了巨大的影响，芭芭拉在她剩余的一生中都不得不在轮椅中度过。
瘫痪后的芭芭拉一度陷入了抑郁。然而她很快就意识到，自己在电脑方面的擅长和情报搜集方面的天分可以让她继续与罪恶斗争。一天晚上，她梦见了希腊神话中的一位无所不知的女人“Oracle”有着与她一样的相貌。从此以后，她以神谕/先知(Oracle)为代号，为蝙蝠家族、自杀小队及其他超级英雄们提供技术和情报支持。除此之外，她还接受了DC宇宙中最优秀的武术大师之一——理查德·龙的指导，使自己能在轮椅中与人战斗。

### 成为神谕
在《自杀小队 #23》中，芭芭拉·戈登以神谕的身份首次登场，并匿名为政府的x特遣队提供帮助。在接下来的两年中，神谕出现在各种DC漫画刊物之中。直到1990年《自杀小队 #38》中，她的真实身份才被揭露。《自杀小队 #48》中，芭芭拉接收了阿曼达·沃勒的邀请，正式成为了自杀小队的一员。

### 创立猛禽小队
1996年的《夜翼：猎杀神谕》中，芭芭拉·戈登与黑金丝雀黛娜·兰斯建立了深厚的友谊。她们成为了猛禽小队的核心成员。芭芭拉以神谕的身份作为队伍的指挥，黑金丝雀则成为全职外勤。不久后，女猎手海伦娜·伯特奈利加入了队伍，成为了芭芭拉的又一位外勤特工。芭芭拉将总部设置在了哥谭市的钟楼中，她偶尔也会在大都会和星城指挥行动。在最新的连载系列中，战鹰与白鸽成为新加入的成员，其中战鹰将会是此组织第一个官方男性成员。

### 21世纪后
在2000年，拥有顶尖格斗能力的卡珊德拉·该隐成为了《蝙蝠女》月刊的主角。她先前从自己的父亲，刺客大卫·该隐手中救出了戈登局长，在《蝙蝠侠：无主之地》中获得了蝙蝠侠和神谕的认可。芭芭拉则以配角出现在整个系列中，指导新蝙蝠女。
编辑Scott Beatty和Chuck Dixon在2003年的《蝙蝠女：第一年》连载漫画中再次修改了芭芭拉的身世。她成为了一个提前从高中毕业的天才学生。但是她最初想加入执法部门，与原始设定中想成为治安维护者的理想相左。
在2004年的蝙蝠家族大事件战争游戏中，整个哥谭市陷入了一场帮派战争。神谕作为联络人，在蝙蝠侠，夜翼，罗宾，蝙蝠女和猫女之间传递消息。在这场帮派战争中，蝙蝠侠对神谕的态度愈发冷淡，只是依靠她向其他人传递自己的命令。在杀死了Orpheus之后，黑面具和稻草人找到了神谕在钟楼的指挥部。黑面具通过牺牲稻草人和他的手下，躲过了神谕设下的各种陷阱。他爬上钟楼，霸占了神谕的电脑和卫星，试图以芭芭拉作为人质，逼迫蝙蝠侠与自己决一死战。为了防止蝙蝠侠在打斗中杀死他的对手，芭芭拉启动了钟楼的自毁装置，使蝙蝠侠为了营救她而退出战斗。在一切结束后，芭芭拉决定斩断与蝙蝠侠的联系，离开哥谭。她和猛禽小队开始了一场环球旅行，后来把总部设定在了大都会。

### 闪点重启
在重启后的新52时期芭芭拉·戈登通过手术恢复了行走的能力重新成为蝙蝠女孩。设定上芭芭拉也重新成为了詹姆斯·戈登的亲生女儿。
DC宇宙重生后芭芭拉开始了在亚洲的游历

## 能力
芭芭拉對電腦的知識十分的精通，並擁有專業、甚至於大師級的駭客技術，這使她可以輕易地入侵警方的電腦資料庫獲取資訊，甚至是保密級別極高的蝙蝠電腦她也可以駭進其中，這使她在收集情報時有著極大的優勢。
雖然開始時只是因為崇拜蝙蝠俠而穿上了自己設計的義警制服挺身戰鬥，但之後蝙蝠俠也讓她接受過訓練，使她在武術、偵探技巧、潛行等方面都達到了專家，甚至大師的等級。
除此之外，蝙蝠俠也有資助身為蝙蝠女孩的芭芭拉許多高科技裝備，如蝙蝠鏢、鉤爪槍、煙霧彈、音波密碼儀等等。

## 其他媒體

### 影集
- 2002年《天堂獵鷹》：以神諭身分登場，由迪娜·邁耶[4]飾演。
  - 2019年綠箭宇宙交叉集無限地球危機以配音登場。
- 《萬惡高譚市》：由潔特·勞倫斯飾演，全名為芭芭拉·萊絲莉·高登(Barbara Lee Gordon)
- 動畫《蝙蝠俠新冒險》：以蝙蝠女孩身份登场，本來由Melissa Gilbert配音，後來改為泰拉·史壯配音[5]。
- 動畫《未來蝙蝠俠》：以高譚市警局局長身分登場。
- 動畫《新蝙蝠俠》：以蝙蝠女孩身分登場時，由Danielle Judovits配音[6]。神諭身分登場時由Kellie Martin配音。
- 動畫《蝙蝠俠智勇悍將》：以蝙蝠女孩身份登场，由Mae Whitman配音。
- 2011年動畫《少年正義聯盟》，由艾莉森·斯通勒配音。第一季是羅賓學校同學。第二季加入小隊。第三季成為神諭協助夜翼。
- 動畫《DC Super Hero Girls》，由Tara Strong配音。以學生(Barbara Gordon)身份登場，只有正派英雄知道實際身份為蝙蝠女(Bat girl)，連老爸也不知道。
- 2021年《泰坦 (電視劇)》第三季登場，這個版本的芭芭拉經歷小丑事件，以輪椅登場。並有超級電腦「神諭」輔助。由薩瓦納娜·沃爾奇（Savannah Welch）登場。

### 電影
- 《蝙蝠俠4：急凍人》：由艾莉西亞·席薇史東飾演，以芭芭拉·威爾遜之名登場，並非高登警長的女兒，而是阿福的親戚，最後也以蝙蝠女孩身分出場。
- 《蝙蝠俠：勢不兩立》：動畫電影，在片尾以蝙蝠女孩的身分登場。
- 《蝙蝠俠：致命玩笑》：動畫電影，以蝙蝠女孩身分登場，由泰拉·史壯配音[7]。
- 《樂高蝙蝠俠電影》：動畫電影，由蘿莎瑞·道森配音[8]。

### 電子遊戲
- 《蝙蝠俠：黑暗明天》：以神諭身分登場，由泰拉·史壯配音[9]。
- 《樂高蝙蝠俠2：DC超級英雄》：以蝙蝠女孩身份登場，由Kari Wahlgren配音。
- 《不义联盟：人间之神》：以蝙蝠女孩身份登场，由Kimberly Brooks配音
- 蝙蝠俠：阿卡漢系列：
  - 《蝙蝠俠：阿卡漢瘋人院》：以神諭身分登場，由Kimberly Brooks配音。
  - 《蝙蝠俠：阿卡漢城市》：以神諭身分登場，由Kimberly Brooks配音[10]。
  - 《蝙蝠俠：阿卡漢起源》：以本人身分登場，由Kelsey Lansdowne配音[11]。
  - 《蝙蝠俠：阿卡漢騎士》：以神諭身分登場，DLC中以蝙蝠女孩身分登場[12]，由Ashley Greene配音。最後與羅賓結婚。
- 《高譚騎士》：以蝙蝠女孩身份登场

## 外部連結
- 大漫画资料库上的页面：Barbara Gordon
- 漫画书数据库：Batgirl (Barbara Gordon)
- 漫画书数据库：Barbara Gordon (Post-Crisis)
- 漫画书数据库：Oracle (Barbara Gordon)
- Batgirl on IMDb